# Monica Vitti
Monica Vitti, pe numele complet Maria Luisa Ceciarelli, (n. 3 noiembrie 1931, Roma, Regatul Italiei – d. 2 februarie 2022, Roma, Italia) a fost o actriță, scenaristă și realizatoare italiană.

## Biografie
După o primă experiență teatrală la vârsta de cincisprezece ani în piesa La Nemica a lui Dario Niccodemi, Monica Vitti s-a înscris la Academia Națională de Artă Dramatică din Roma (Accademia d'arte dramatica Silvio d'Amico) și absolvind-o în 1953, își face debutul la compania lui Orazio Costa.
Prima apariție pe ecran a avut-o în 1955 într-un film cu Eduardo Anton, Râdeți, râdeți, râdeți și a câștigat premiul pentru cea mai bună actriță debutantă a anului. Apoi va filma Le Dritte, în 1958. Îl întâlnește pe regizorul Michelangelo Antonioni la dublarea filmului Strigătul (1957) pentru vocea lui Dorian Gray, iar această întâlnire, atât profesională, cât și afectivă, o lansează cu adevărat în cariera sa. Astfel filmează în Aventura, Noaptea, Eclipsa și Deșertul roșu, filme în care se remarcă prin frumusețea și eleganța ei rece. Ea a devenit astfel muza regizorului, dar a lucrat și cu marii realizatori ai vremii precum Joseph Losey (în Modesty Blaise) sau Ettore Scola (Drama geloziei alături de Marcello Mastroianni).
Apoi s-a orientat în principal către comedie. A activat din ce în ce mai rar din anii 1970, în ciuda colaborărilor majore, ca de exemplu cu Luis Buñuel în Fantoma libertății.
A fost aleasă de două ori membră a juriului filmelor de lungmetraj la Festivalul de Film de la Cannes, în 1968 și 1974.
În teatru, Monica Vitti a interpretat personaje în special din Molière, Ionesco, Shakespeare sau Brecht.

## Filmografie selectivă

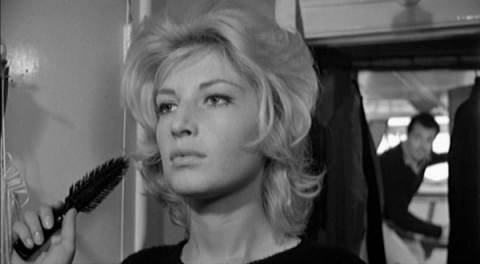
Scenă din filmul Aventura (1960)

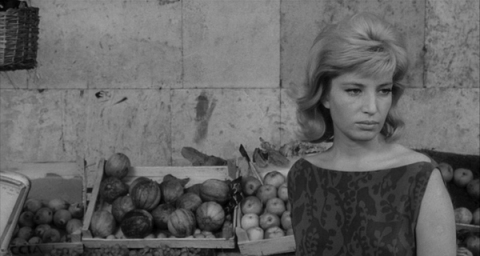
Scenă din filmul Eclipsa (1962)

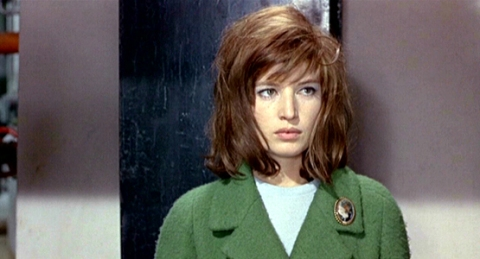
Scenă din filmul Deșertul roșu (1964)

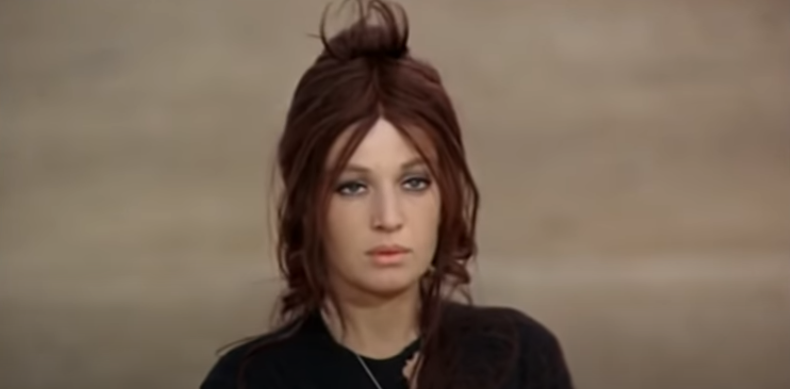
Monica Vitti în filmul Fata cu pistolul (1968)

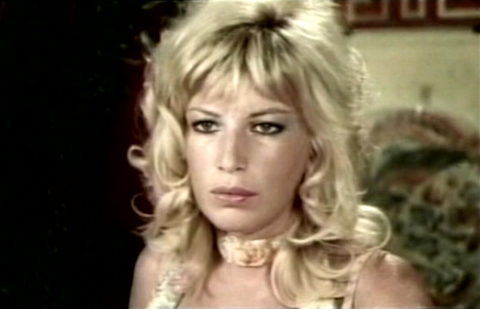
Scenă din filmul Rață cu portocale (1975)

- 1954 Râdeți, râdeți, râdeți (Ridere! Ridere! Ridere!), (nemenționată), regia Edoardo Anton
- 1955 Adriana Lecouvreur, regia Guido Salvini
- 1958 Le dritte, regia Mario Amendola
- 1960 Aventura (L'avventura), regia Michelangelo Antonioni
- 1961 Noaptea (La notte), regia Michelangelo Antonioni
- 1962 Eclipsa (L'eclisse), regia Michelangelo Antonioni
- 1963 Castel în Suedia (Château en Suède), regia Roger Vadim
- 1963 Bomboane cu piper (Dragées au poivre), regia Jacques Baratier
- 1964 Deșertul roșu (Deserto rosso), regia Michelangelo Antonioni
- 1964 Discul volant (Il disco volante), regia Tinto Brass
- 1966 Modesty Blaise, regia Joseph Losey
- 1967 Centura de castitate (La cintura di castità), regia Pasquale Festa Campanile
- 1968 Fata cu pistolul (La ragazza con la pistola), regia Mario Monicelli
- 1969 Ultima dorință (La femme écarlate), regia Jean Valère
- 1969 Dragostea mea, ajută-mă! (Amore mio aiutami), regia Alberto Sordi
- 1970 Drama geloziei (Dramma della gelosia), regia Ettore Scola
- 1970 Nini Tirbușon (Ninì Tirabusciò, la donna che inventò la mossa), regia Marcello Fondato
- 1970 Pacifista (La pacifista), regia  Miklós Jancsó
- 1973 Teresa hoața (Teresa la ladra), regia Carlo Di Palma
- 1973 Pulbere de stele (Polvere di stelle), regia  Alberto Sordi
- 1974 Fantoma libertății (Le fantôme de la liberté), regia Luis Buñuel
- 1975 La miezul nopții pornește alaiul plăcerii (A mezzanotte va la ronda del piacere), regia  Marcello Fondato
- 1975 Aici începe aventura (Qui comincia l'avventura), regia  Carlo Di Palma
- 1975 Rață cu portocale (L'anatra all'arancia), regia  Luciano Salce
- 1977 Cealaltă parte a cerului (L'altra metà del cielo), regia  Franco Rossi
- 1978 Din rațiuni de stat (La raison d'état), regia  André Cayatte
- 1978 Iubiții mei (Amori miei), regia  Steno
- 1979 Una mamma și Attenzione a quei due, episoade din Tigresele, regia  Luigi Zampa
- 1980 Misterul de la Oberwald (Il mistero di Oberwald), regia Michelangelo Antonioni
- 1980 Non ti conosco più amore, regia  Sergio Corbucci
- 1981 Camera d'albergo, regia  Mario Monicelli
- 1981 Tangoul geloziei (Il tango della gelosia), regia  Steno
- 1982 Eu știu că tu știi că eu știu (Io so che tu sai che io so), regia  Alberto Sordi
- 1983 Flirt, regia Roberto Russo
- 1986 Francesca e a mea (Francesca è mia), regia Roberto Russo
- 1990 Scandal secret (Scandalo segreto), regia Monica Vitti

Titlurile românești sunt luate din următoarele biblografii: